# Asímion
Asímion är en ort i Grekland.   Den ligger i prefekturen Nomós Irakleíou och regionen Kreta, i den sydöstra delen av landet, 300 km söder om huvudstaden Aten. Asímion ligger 281 meter över havet och antalet invånare är 1 259.
Terrängen runt Asímion är kuperad åt sydost, men åt nordväst är den platt. Närmaste större samhälle är Moíres, 20,0 km väster om Asímion. Trakten runt Asímion består i huvudsak av gräsmarker.